# Apollonie (Israël)
Pour les articles homonymes, voir Apollonie.
Apollonie est une ville antique située dans la plaine du Sharon sur la côte méditerranéenne entre Jaffa et Césarée en Israël. La ville a eu différents noms au cours de l'histoire : Arshof, Sozousa, Arsuf, Arsour. Le site est dominé par les ruines d'une fortification de l'époque des croisades.

## Histoire
Les Phéniciens établissent à cet emplacement un premier établissement au VIe siècle av. J.-C. Il est nommé d'après Reshep, le dieu phénicien de la guerre et du tonnerre. On suppose que le nom du site est Arshoph. Cet établissement se fait dans le cadre de la politique achéménide de développement du commerce en Palestine, lorsque la Judée passe sous domination perse à la suite de la chute de l’empire néo-babylonien. Comme le reste de la plaine du Sharon, Arshoph dépend des Phéniciens de Sidon.
Le site est plus tard renommée Apollonia à la période hellénistique, car les Grecs assimilèrent Resheph à Apollon. C'est sous ce nom que Flavius Josèphe  désigne la ville lorsqu'elle est prise par le roi Alexandre Jannée. Le site est restauré par le gouverneur de Syrie Aulus Gabinius et attire de nouveaux habitants car c'est le principal port au sud de la fertile plaine du Sharon. Sous la domination romaine, l'établissement se transforme en vraie ville, et Apollonia atteint son apogée à l'époque byzantine. Au Ve siècle et VIe siècle, la ville est appelée Sozousa et sert de siège épiscopal à la province de Palestine Première. Elle est prise par les Perses sassanides en 614 puis par les Arabes en 640. Ils en fortifient une partie, ce qui fait que la superficie urbaine diminue considérablement. La ville est alors appelée Arsuf.
Pendant les croisades, la ville est attaquée à deux reprises par les croisés en 1099. Elle est prise en 1101 par Baudouin Ier avec l'aide de la flotte génoise. La ville est appelée Arsour par les croisés. En août 1187, elle tombe au main de Saladin mais elle est reprise le 7 septembre 1191 lors de la  bataille d'Arsouf qui oppose Richard Cœur de Lion à Saladin.

### Les Hospitaliers
En 1241, Jean II d'Ibelin entreprend la construction d'un vaste château concentrique au nord de la cité. En 1261, les Hospitaliers achète la ville à la famille d'Ibelin. En 1265, le sultan mamelouk Baybars conquiert la ville. La forteresse tombe ensuite en ruine et il ne subsiste qu'un petit village. Des fouilles archéologiques ont été réalisées sur le site d'Apollonia-Arsuf entre 1950 et 2006. Le site et les zones environnantes ont été transformés en parc national en 2002. Le parc se situe immédiatement au nord de la ville d'Herzliya, cité balnéaire située à 10 km au nord de Tel Aviv.